# Єлизавета Йоркська
Єлизаве́та Йо́ркська (англ. Elizabeth of York; 11 лютого 1466 — 11 лютого 1503) —  королева Англії від шлюбу з королем Генріхом VII 18 січня 1486 року до смерті в 1503 році. Вона була старшою дочкою короля Едуарда IV і його дружини Єлизавети Вудвіл. Її шлюб з Генріхом VII відбувся після його перемоги в битві при Босворт-Філд, яка ознаменувала кінець війни Червоної та Білої троянд. У Елізабет і Генрі було семеро дітей.
Молодші брати Єлизавети, «Принци в Тауері», таємничим чином зникли з лондонського Тауера незабаром після того, як у 1483 році їхній дядько Річард III захопив трон. Незважаючи на те, що акт парламенту Титула Регіуса 1484 року оголосив шлюб її батьків недійсним, Річард III вітав повернення до двору Єлизавети та її сестер. Ходили чутки, що Річард планує одружитися з Єлизаветою. Остаточна перемога ланкастерської фракції у Війнах троянд могла здатися ще однією катастрофою для йоркської принцеси. Однак Генріх Тюдор знав важливість підтримки йорків для його вторгнення і пообіцяв одружитися з Єлизаветою до того, як прибуде до Англії. Це цілком могло сприяти зменшення йоркістської підтримки Річарда.
Єлизавета не відігравала великої ролі в політиці. Її шлюб, як вважають історики, був успішним і щасливим, хоча її старший син Артур, принц Вельський, помер у віці 15 років у 1502 році, а троє інших дітей померли маленькими. Її другий і єдиний син, який вижив, Генріх VIII, став королем Англії, тоді як її дочка, Маргарита, стала королевою Шотландії, а її інша дочка, Марія, стала королевою Франції.

## Походження та молодість

### Народження
Єлизавета Йоркська народилася у Вестмінстерському палаці як старша дитина короля Едуарда IV та його дружини Єлизавети Вудвіл. Її хрестини відсвяткували у Вестмінстерському абатстві, спонсорами якого були її бабусі, Жакетта Люксембурзька, герцогиня Бедфордська, і Сесілія Невілл, герцогиня Йоркська. Її третім спонсором був її двоюрідний брат Річард Невілл, 16-й граф Ворік.

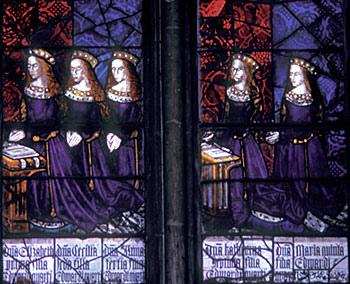
Єлизавета з сестрами. Вона перша зліва.

У 1469 році, коли їй було три роки, вона була ненадовго заручена з Джорджем Невіллом, який в очікуванні весілля був призначений герцогом Бедфордським. Пізніше його батько Джон Невілл підтримав дядька Джорджа, графа Ворвіка, у повстанні проти короля Едуарда IV, і заручини було скасовано. У 1475 році Людовик XI дав згоду на шлюб дев'ятирічної Єлизавети Йоркської зі своїм сином Карлом, дофіном Франції. Однак у 1482 році Людовик XI порушив свою обіцянку. У 1477 році у віці одинадцяти років вона була названа Леді Підв’язки разом зі своєю матір’ю та тіткою Єлизаветою Йоркською, герцогинею Саффолкською.

### Сестра короля Едуарда V
9 квітня 1483 року батько Єлизавети, король Едуард IV, несподівано помер. Її молодший брат, Едуард V, зійшов на престол, а її дядько, Річард, герцог Глостерський, був призначений регентом і захисником своїх племінників. Глостер вжив заходів, щоб ізолювати своїх племінників від їхніх Вудвільських родичів, включаючи їх власну матір.
Він перехопив Едуарда V, коли той їхав з Ладлоу, де він жив як принц Вельський, до Лондона, щоб бути коронованим. Едуарда V помістили в королівську резиденцію Лондонський Тауер, нібито для його захисту, а його дядька Ентоні Вудвіла та зведеного брата Річарда Грея, які супроводжували його, заарештували та відправили до замку Понтефракт. Єлизавета Вудвіл втекла зі своїм молодшим сином Річардом і доньками, знайшовши притулок у Вестмінстерському абатстві. Глостер попросив Томаса Бурчі, архієпископа Кентерберійського, взяти Річарда з собою, щоб хлопчик міг жити в Тауері та складати компанію своєму братові Едварду. Єлизавета Вудвілл під тиском зрештою погодилася.
Через два місяці, 22 червня 1483 року, шлюб Едуарда IV було визнано недійсним. Стверджувалося, що на момент одруження з Єлизаветою Вудвіл Едуард IV уже був заручений з леді Елеонор Батлер. Парламент видав законопроект Titulus Regius («Королівський титул») на підтримку цієї позиції. Цей захід юридично визнавав дітей Едуарда IV бастардами, позбавив їх права на престолонаслідування та проголосив Глостера законним королем із поверненням права спадкоємства до дітей Джорджа, 1-го герцога Кларенса, іншого покійного брата Глостера, який отримав престол у 1478 році. 25 червня за наказом Глостера були страчені дядько Єлизавети Ентоні Вудвіл і її зведений брат Річард Грей. 6 липня 1483 року Глостер був коронований як Річард III, а Едвард і Річард незабаром після цього зникли. Почали поширюватися чутки про те, що їх убили, і, схоже, їм все більше приписують, хоча деякі з них, безсумнівно, походили з-за кордону.

### Небога короля Річарда III
За лише єдиним джерелом, набагато пізнішим за Тюдорів, Полідором Вергілієм мати Єлизавети уклала союз із леді Маргарет Бофорт, матір’ю Генріха Тюдора, пізніше короля Генріха VII, який представляв себе як найближчого претендента на трон серед ланкастерської партії. Незважаючи на те, що Генріх Тюдор походив від короля Едуарда III, його претензії на престол були слабкими через Патентну грамоту короля Генріха IV 1407 року, яка забороняла сходження на престол будь-яким спадкоємцям узаконених нащадків пра-пра Генріха -дідусь і бабуся, Джон Гонт і Кетрін Свінфорд. Питання, чи мали ці листи-патенти силу закону, є спірним. Крім того, існували законні лінії Ланкастерів у королівських домах Португалії та Кастилії. Якими б не були обґрунтованими претензії Генріха, за Вергілієм, його мати і Єлизавета Вудвіл погодилися, що він повинен посісти трон, а після того, як посяде його, одружитися з Єлизаветою Йоркською, щоб підкріпити свої слабкі претензії. У грудні 1483 року в соборі Ренна Генріх Тюдор присягнув, пообіцявши одружитися з нею, і почав планувати вторгнення.
У 1484 році Єлизавета Йоркська та її сестри покинули Вестмінстерське абатство і повернулися до двору, коли Єлизавета Вудвіл, очевидно, примирилася з Річардом III. Це може означати, а може й ні, що Елізабет Вудвіл вважала Річарда III невинним у будь-якій можливій ролі у вбивстві її двох синів. Ходили чутки, що Річард III мав намір одружитися з Єлизаветою Йоркською, оскільки його дружина Енн Невіл помирала, а дітей у них не залишилося. Crowland Chronicle стверджувала, що Річард III був змушений спростувати ці неприємні чутки. Невдовзі після смерті Енн Невілл Річард III відіслав Єлизавету від двору до замку шерифа Гаттона та розпочав переговори з королем Португалії Іоанном II про одруження з його сестрою Жанною, принцесою Португалії, і про те, щоб Єлизавета вийшла заміж за їх двоюрідного брата, майбутнього короля Мануела І Португальського.
7 серпня 1485 року Генріх Тюдор і його армія висадилися у Вельсі і рушили вглиб країни. 22 серпня Генріх Тюдор і Річард III вступили в битву на Босворт-Філд. Річард III мав більшу армію, але був зраджений одним із своїх наймогутніших вассалів, Вільямом Стенлі, і загинув у битві. Генріх Тюдор отримав корону по праву завоювання як Генріх VII.

## Королева Англії

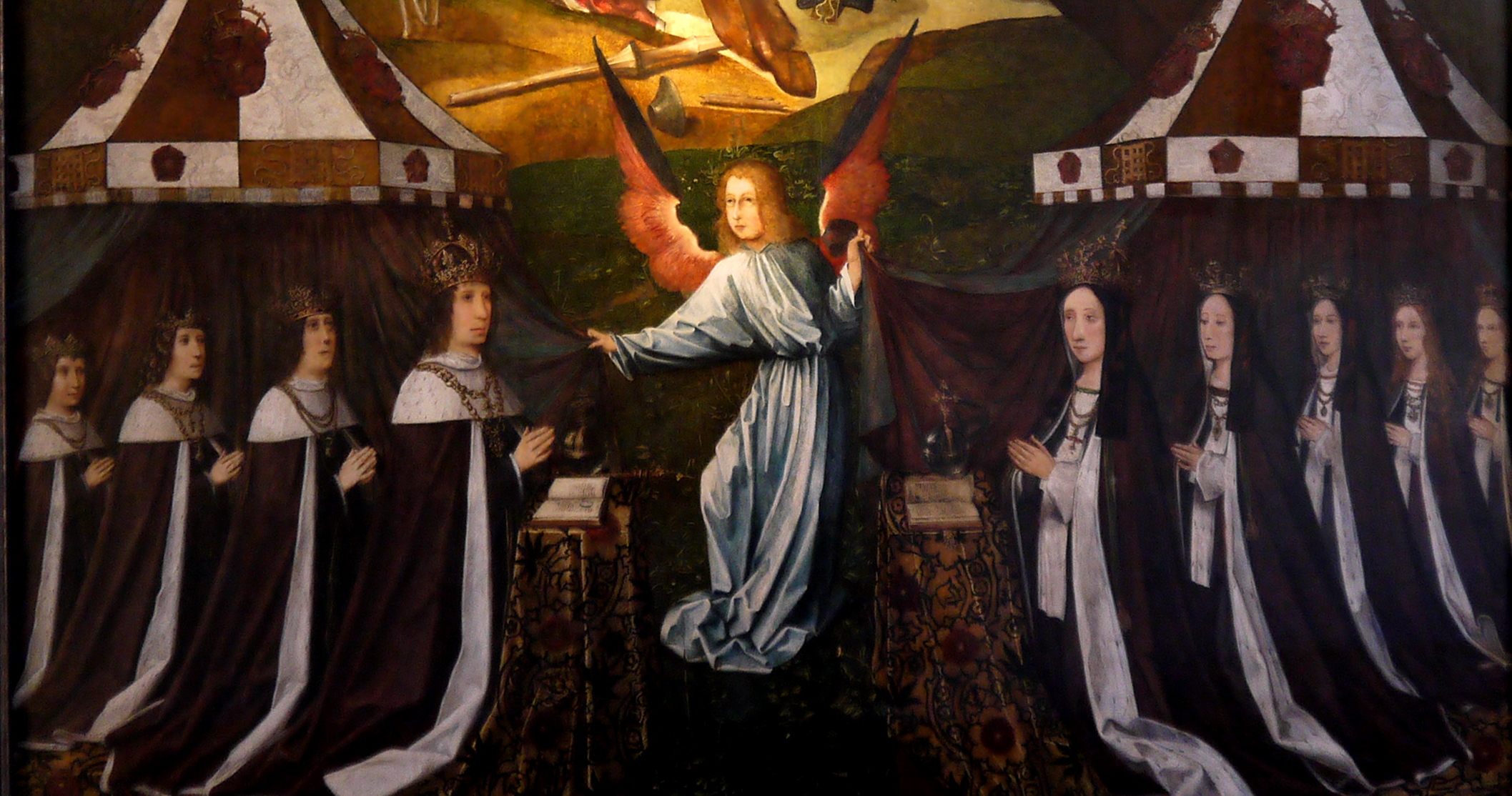
Генріх VII і Єлизавета з дітьми

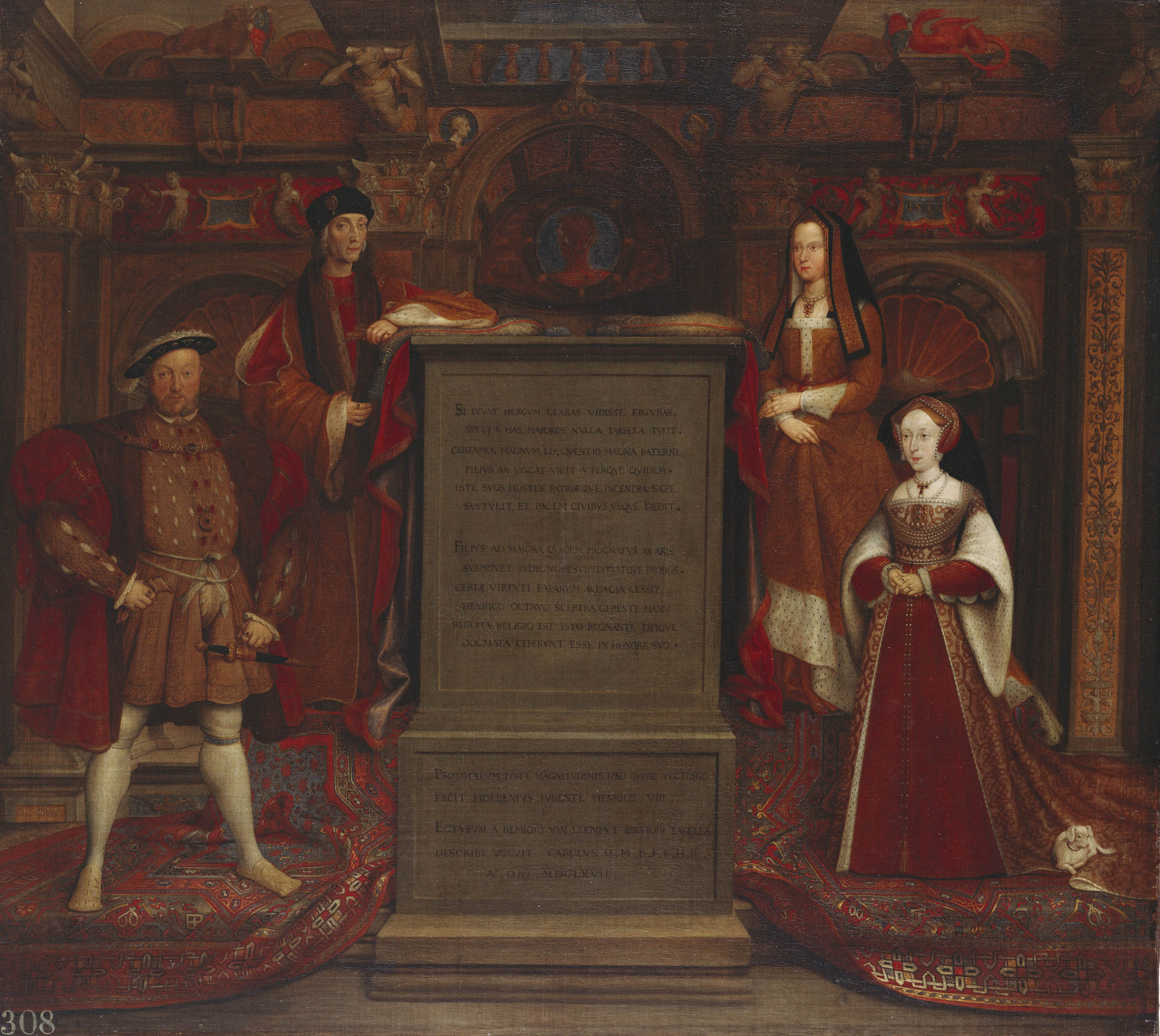
Олійна копія фрески Ганса Гольбейна у Вайтголлі 1536–37 рр., створена на замовлення Карла II, 1667 р. Зліва направо: Генріх VIII, Генріх VII, Єлизавета Йоркська, Джейн Сеймур.

### Шлюб з Генріхом VII
Хоча Генріх VII спочатку не поспішав виконувати свою обіцянку, він визнав необхідність одружитися з Єлизаветоою Йоркською, щоб забезпечити стабільність свого правління та послабити претензії інших членів дому Йорків, які залишилися живими. Схоже, Генріх хотів, щоб його вважали правлячим самостійно, оскільки претендував на трон за правом завоювання, а не через шлюб із фактичною спадкоємицею дому Йорків. Він не мав наміру ділитися владою.
Генріх VII скасував Акт Титула Регіуса, таким чином знову узаконивши дітей Едуарда IV і визнавши Едуарда V своїм попередником. Хоча Річард III вважався узурпатором, його правління не було проігноровано. Генріх і Єлизавета вимагали папського дозволу на шлюб, оскільки канонічне право не сприймало спорідненість: Генріх і Єлизавета походили відповідно від Джона Гонта та його молодшого брата Едмунда в 4-му ступені, питання, яке викликало багато суперечок і кровопролиття щодо того, яка з претензій була вищою. Було надіслано дві заявки, перша більш локальна, а друга повільно досягала Риму та повільно поверталася з відповіддю Папи. Зрештою, однак, шлюб було схвалено папською буллою Папи Інокентія VIII від березня 1486 року (через місяць після весілля), в якій говориться, що Папа та його радники «Схвалюють підтвердити та закріпити шлюб і союз, укладений між нашим су[вер]ейним лордом Королем  Анре сьомий з дому Ланкастрів та благородною принцесою Єлизаветою з дому Йорків».

Герб Єлизавети як королеви-консорта Англії

Оскільки подорож до Риму й назад тривала багато місяців, і оскільки Генріх, як король, хотів бути впевненим, що ніхто не зможе стверджувати, що його весілля з Єлизаветою було незаконним або гріховним, спочатку було виконано місцеву заяву — її надіслали папському легату для Англії та Шотландії, які повернулися в січні 1486 р. 18 січня 1486 року кардинал Бурчі, архієпископ Кентерберійський, служив на весіллі Генріха VII та Єлизавети Йоркської. Їхній перший син, Артур, народився 20 вересня 1486 року, через вісім місяців після їхнього одруження. Єлизавета Йоркська була коронована королевою 25 листопада 1487 року. Вона народила ще кількох дітей, але лише четверо пережили дитинство: Артур, Маргарита, Генріх та Марія.

### Стосунки з Генріхом Тюдором
Незважаючи на те, що їхній шлюб був політичною угодою, записи показують, що обидва партнери, схоже, повільно закохалися одне в одного. Томас Пенн у своїй біографії Генріха VII пише, що «хоча шлюб Генріха та Єлизавети був заснований на прагматизмі, він все ж процвітав протягом останніх вісімнадцяти років невизначеності та потрясінь. Це був шлюб «вірного кохання», взаємної привабливості, прихильності і поваги, з яких король, здається, черпав велику силу».
Щоб зберегти стабільність і мир після закінчення громадянської війни, яка тривала 32 роки, новій династії Тюдорів необхідно було покласти край ворожим родинам Йорків і Ланкастерів. Сестри Єлизавети, Сесілі та Анна Йоркська, а також її двоюрідна сестра Маргарет Поул були одружені з ланкастерцями, які були вірними Генріху. Подібні стратегії раніше використовував Річард III, король Англії, хоча в цьому випадку Титул Регіус зіпсував статус Єлизавети та всіх її сестер як незаконнонароджених, і Річард не мав наміру ускладнювати двом сторонам конфлікту повернутися до фракційності, коли обоє були одружені в одному – його дії показали, що він більше зацікавлений у лояльності та усуненні суперницьких претензій, зв’язуючи їх із несуттєвими. Річард зробив це безпосередньо з сестрою Єлизавети, Сесілі, видавши її заміж за Річарда Скроупа. Отже, Єлизавета мала мотив подбати про успішний добробут своїх родичок, але жодним чином не могла передбачити, чи це гарантуватиме нарешті мир.
Ситуація ускладнюється ще й тим, що публічний образ Генріха Тюдора, переданий через час, відповідає лише останнім рокам його правління. Де, коли і як він витрачав свої гроші, можна простежити за збереженими документами, деякі з яких написані самим королем, а багато інших мають його підпис "Генріх Р", що свідчить про його контроль над записами, як його особистими, так і фінансами королівства, задокументованими в найдрібніших подробицях. У Британському національному архіві збереглися листи, написані Єлизаветою Йоркською, а також записи про її особистий гаманець, які є доказами того, що чутки про погане поводження Генріха зі своєю дружиною могли бути помилковими. Єлизавета була дуже побожною жінкою, і однією з її життєвих пристрастей було милосердя, одна з трьох теологічних чеснот Католицької Церкви. Вона роздавала гроші та милостиню у дуже великих кількостях, аж до того, що неодноразово ставала боржницею. Вона також щедро жертвувала ченцям і релігійним орденам.
Велика частина критики щодо правління чоловіка Єлизавети походить від насмішок знаті того часу, які були обурені рецентралізацією влади з королем у Лондоні, а також пізніших критичних поглядів Френсіса Бекона, але докази з Національного архіву разом із нещодавніми археологічними роботами представляють зовсім інший портрет, де Єлизавета мала набагато щедрішого, доброго та люблячого чоловіка у вигляді Генріха Тюдора, який залишився поза увагою громадськості. За кадром докази показують чоловіка, який відкрив гаманець для своїх дітей, матері та дружини та мав схильність до музики, веселощів і танців у особливих випадках. Незважаючи на велику кількість ворогів, які з’явилися під час кульмінації Війн троянд, у Генріха все ще були непохитні прихильники та друзі. Єлизавета, очевидно, завоювала їхню довіру.
Записи стверджують, що палац Елсінг був одним із двох дитячих кімнат для дітей Генріха та Єлизавети, і обидва вони є місцями, де Єлизавета проводила більшу частину свого часу, коли не була при дворі. Протягом року після битви при Босворті друг Генріха Тюдора, Томас Ловелл, почав розширювати та покращувати власність Елсінга, щоб зробити її придатною для Єлизавети, її чоловіка та її майбутніх дітей, що було завершено до часу народження принца Генріха з внутрішніми та зовнішніми дворами та багатими місцями для ігор для королівських дітей. Це було здебільшого зроблено як подарунок, але воно було завершено в новішому стилі епохи Відродження і з часом стало достатньо придатним для онуків Генріха та Єлизавети та доводить, що це був дуже улюблений притулок для короля та його дружини.
Єлизавета мала грандіозну коронацію, де її перевезли на королівській баржі по Темзі. Більш свіжі дані свідчать про те, що Генріх VII був таким же будівельником, як і його син і онука, і що його дружина поділяла цей інтерес: тепер відомо, що Єлизавета брала участь у проектуванні колишнього Гринвіцького палацу. Сам палац був добре обладнаний для масштабних розваг. Документи дуже чітко вказують на те, що Різдво було гучним і особливим часом для королівської сім'ї в цілому, про що свідчить багато збережених документів, які зображують особливо жвавий двір, який чудово проводив час, з великою кількістю імпортного вина, великими сумами грошей, витраченими на смажене м'ясо, і розважальними програмами. Генріх також часто купував подарунки для Єлизавети та їхніх дітей. Бухгалтерські книги, які вів Генріх, показують, що він витратив багато золота на дорогі тканини для себе, своєї дружини та своїх дітей.
Єлизавета Йоркська не мала великого політичного впливу як королева через свою свекруху леді Маргарет Бофорт. Єлизавета була ніжною, доброю та щедрою до своїх родичів, слуг і благодійників. В одному звіті йдеться про те, що Генріх VII вирішив призначити Єлизавету на вакантний єпископський пост замість вибору своєї матері, демонструючи прихильність Генріха до Єлизавети та готовність її слухати. Здається, вона любила книги, протегуючи англійському друкареві Вільяму Кекстону. Єлизавета Йоркська любила музику, танці та азартні ігри; остання з них була розвагою, яку вона ділила з чоловіком. Також тримала хортів.
Будучи королевою, Єлизавета подбала про освіту своїх молодших дітей, включаючи майбутнього Генріха VIII. Вона також супроводжувала свого чоловіка під час його дипломатичного візиту до Кале в 1500 році для зустрічі з Філіпом I Кастильським. До одруження їхніх дітей вона листувалася з королевою Кастильї Ізабеллою I.
14 листопада 1501 року 15-річний син Єлизавети Йоркської Артур одружився з Катериною Арагонською, донькою короля Фердинанда II Арагонського та королеви Ізабелли I Кастильської. Пару відправили в замок Ладлоу, традиційну резиденцію принца Вельського. Артур помер у квітні 1502 року. Звістка про смерть Артура змусила Генріха VII розбитися від горя, як від страху за свою династію, так і від жалоби за сином. Єлизавета втішила його, сказавши, що він був єдиною дитиною своєї матері, але вижив і став королем, що Бог залишив йому сина і двох дочок, і що вони обидвоє досить молоді, щоб мати ще дітей. Однак, повернувшись до своїх покоїв, Єлизавета сама не витримала і розплакалася від горя. Її слуги послали по Генріха, який, у свою чергу, втішив її.

## Смерть і наслідки

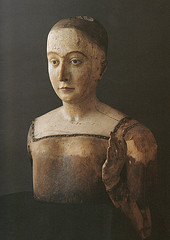
Розписне дерев'яне похоронне опудало Єлизавети (без одягу), 1503 р., Вестмінстерське абатство

У 1502 році Єлизавета Йоркська знову завагітніла і провела період пологів у лондонському Тауері. Її вишивальниця Робинет пошила їй нову багату постіль із шторами, прикрашеними хмарами та трояндами. 2 лютого 1503 року вона народила дочку Кетрін, яка через кілька днів померла.  Єлизавета Йоркська померла 11 лютого, у свій 37-й день народження від післяпологової інфекції. Здається, її сім’я була спустошена її смертю та глибоко оплакувала її. За словами одного біографа, смерть Єлизавети «розбила серце» її чоловіка і «спустошила його». В іншому звіті говориться, що Генріх Тюдор «таємно пішов у самотнє місце, і ніхто не хотів би звертатися до нього». Це примітно, враховуючи, що невдовзі після смерті Єлизавети, як свідчать записи, він сам смертельно захворів і не допускав до себе нікого, крім своєї матері Маргарет Бофорт, у тому числі лікарів. Для Генріха Тюдора демонструвати свої емоції, не кажучи вже про будь-які ознаки недуги, було вкрай незвичайним і тривожним для членів його двору. Трохи більше ніж за два роки король Генріх VII втратив старшого сина, дружину та маленьку доньку, і йому довелося виконувати Договір про вічний мир.

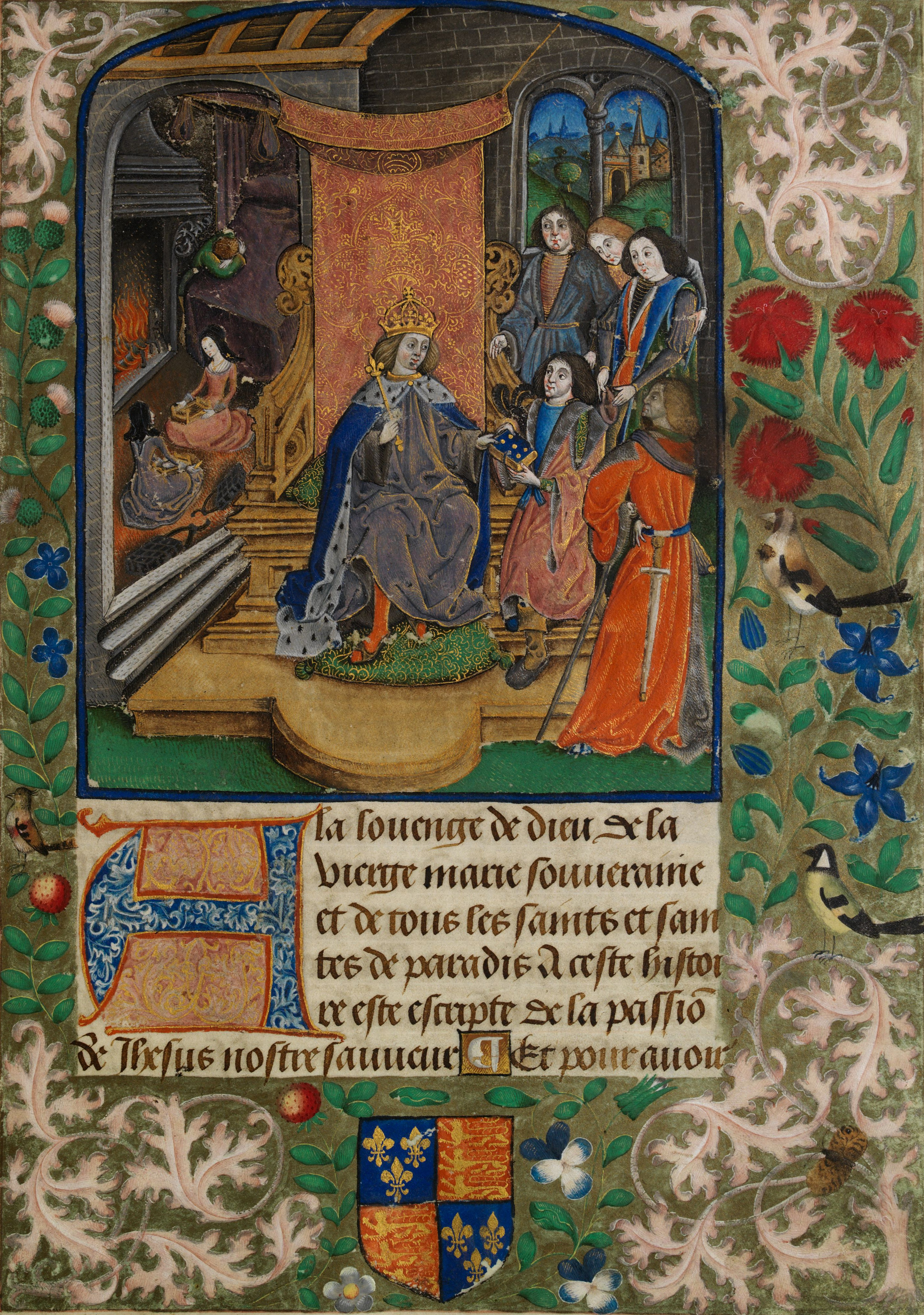
Презентаційна мініатюра від Vaux Passional

У 2012 році Vaux Passional, ілюмінований рукопис, який колись належав Генріху VII, був знову відкритий у Національній бібліотеці Вельсу. Він яскраво описує наслідки смерті Єлизавети. Генріх VII отримує книгу з рукописом у траурній мантії зі сумним виразом обличчя. На задньому плані, за їхнім батьком, зображені дочки покійної королеви, Марія та Маргарет, у чорних покривалах. Червона голова 11-річного принца Генрі зображена плачучим на простирадлах порожнього ліжка своєї матері.
Генріх VII думав про повторний шлюб, щоб відновити союз з Іспанією — із Джоанною, королевою Неаполя (дочкою Фердинанда I Неаполітанського), Хуаною, королевою Кастилії (дочкою Фердинанда та Ізабелли), і Маргаритою, вдовою-герцогинею Савойською (невісткою Хуани Кастильської), були розглянуті всі — але він помер овдовілим у 1509 р. Специфікації, які Генріх дав своїм послам, описуючи, чого він хоче від другої дружини, описували Єлизавету. У кожну річницю її смерті він наказав співати панахиду, дзвонити в дзвони та запалювати 100 свічок на її честь. Генріх також продовжував наймати своїх менестрелів кожного Нового року.
Лондонський Тауер був покинутий як королівська резиденція, про що свідчить відсутність записів про те, що він використовувався королівською родиною після 1503 року. Королівські народження під час правління сина Єлизавети, Генріха VIII, відбувалися в різних інших палацах.
Репутація скупого Генріха VII погіршилася після смерті Єлизавети.

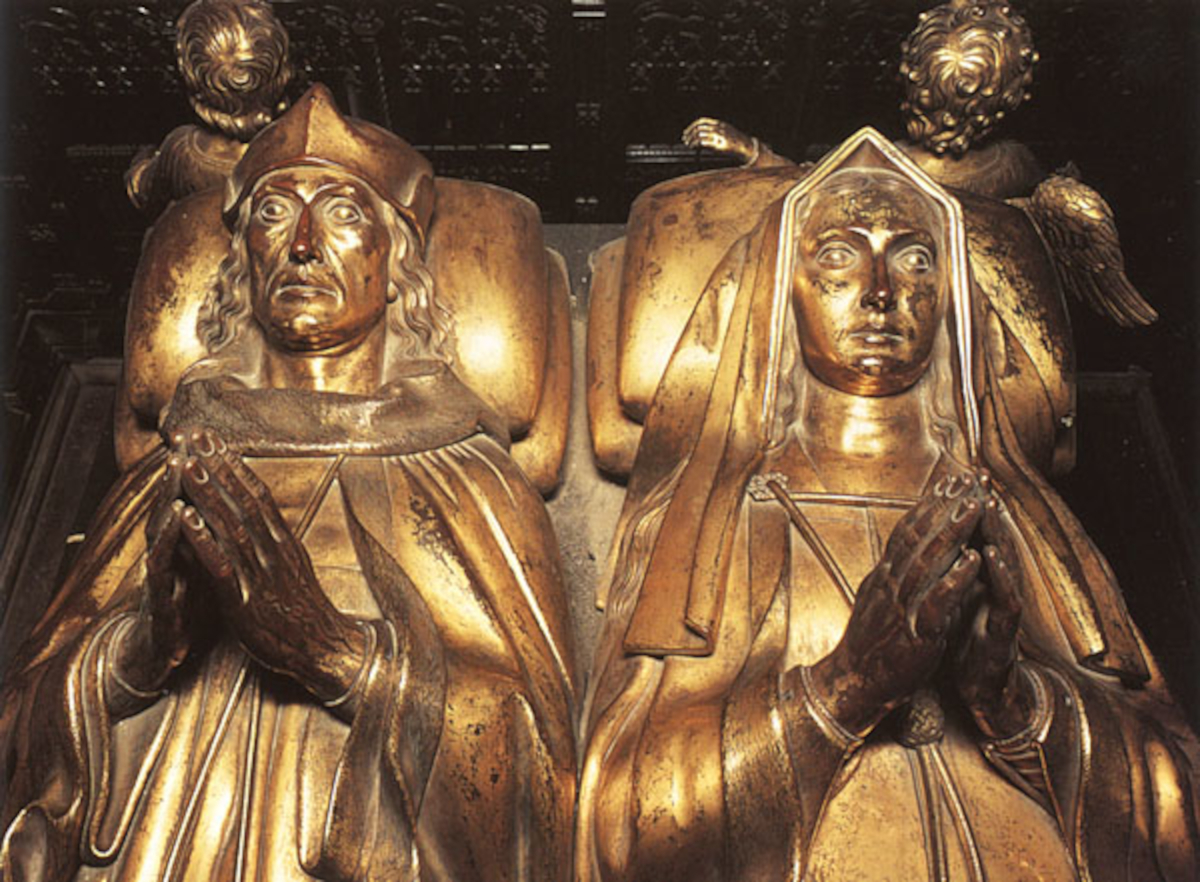
Надгробні зображення Єлизавети Йоркської та Генріха VII роботи П’єтро Торріджано, Вестмінстерське абатство.

Його поховали разом з Єлизаветою Йоркською під їхніми статуями в його каплиці Вестмінстерського абатства. Її гробниця була відкрита в ХІХ столітті, і виявилося, що дерев’яний корпус її свинцевої труни був знятий, щоб створити місце для поховання її праправнука Якова VI.

## Діти
Єлизавета народила Генріху семеро дітей, з яких вижило четверо:
- Артур, принц Вельський (20 вересня 1486 – 2 квітня 1502);
- Маргарита, королева Шотландії (28 листопада 1489 – 18 жовтня 1541);
- Генріх VIII, король Англії (28 червня 1491 – 28 січня 1547);
- Єлизавета (2 липня 1492 — 14 вересня 1495), похована в каплиці Святого Едуарда Вестмінстерського абатства[57];
- Марія, королева Франції (18 березня 1496 – 25 червня 1533);
- Едмунд, герцог Сомерсет (21 лютого 1499 — 19 червня 1500), похований у Вестмінстерському абатстві[57];
- Кетрін (2 лютого 1503 — 10[2] або 18[44] лютого 1503[58] ), похована у Вестмінстерському абатстві[57];

Єлизавета Йоркська — єдина королева, яка була дружиною, донькою, сестрою, племінницею і матір'ю англійських королів.

## Зовнішній вигляд і спадок
Символом династії Тюдорів є тюдорівська троянда, яка стала королівським символом Англії після одруження Єлизавети з Генріхом VII у 1486 році. Її біла троянда Йорка найчастіше схожа на червону троянду Ланкастера її чоловіка, і сьогодні, не коронована, все ще є квітковою емблемою Англії.
Єлизавета Йоркська була відома як велика красуня свого часу, з правильними рисами обличчя, високим зростом і світлим кольором обличчя, успадкувавши багато рис від свого батька та матері Єлизавети Вудвілл, яку в певний час вважали найкрасивішою жінкою на Британських островах. Вона успадкувала зріст свого батька, оскільки більшість жінок її покоління були значно меншими за 168 см.

## У медіа

### Фільми
- Річард III (1995), роль Кейт Стівенсон-Пейн[60]

### Телесеріали
- Тінь вежі (1972), роль Норми Вест
- Біла королева (2013), зіграна Фрейя Мейвор[61]
- Біла принцеса (2017), яку зіграла Джоді Комер[62]
- Іспанська принцеса (2019), грає Олександра Моен[63]

## Походження
|  |                                                  |  |  |  |  |  |  |  |  |  |  |  |  |  |  |  |
|  | 8. Річард Конісбургський, 3-й граф Кембриджський |  |  |  |  |  |  |  |  |  |  |  |  |  |  |  |
|  |                                                  |  |  |  |  |  |  |  |  |  |  |  |  |  |  |  |
|  |                                                  |  |  |  |  |  |  |  |  |  |  |  |  |  |  |  |
|  | 4. Річард, 3-й герцог Йоркський                  |  |  |  |  |  |  |  |  |  |  |  |  |  |  |  |
|  |                                                  |  |  |  |  |  |  |  |  |  |  |  |  |  |  |  |
|  |                                                  |  |  |  |  |  |  |  |  |  |  |  |  |  |  |  |
|  | 9. Анна Мортімер                                 |  |  |  |  |  |  |  |  |  |  |  |  |  |  |  |
|  |                                                  |  |  |  |  |  |  |  |  |  |  |  |  |  |  |  |
|  |                                                  |  |  |  |  |  |  |  |  |  |  |  |  |  |  |  |
|  | 2. Едуард IV                                     |  |  |  |  |  |  |  |  |  |  |  |  |  |  |  |
|  |                                                  |  |  |  |  |  |  |  |  |  |  |  |  |  |  |  |
|  |                                                  |  |  |  |  |  |  |  |  |  |  |  |  |  |  |  |
|  | 10. Ральф Невілл, 1-й граф Вестморленд           |  |  |  |  |  |  |  |  |  |  |  |  |  |  |  |
|  |                                                  |  |  |  |  |  |  |  |  |  |  |  |  |  |  |  |
|  |                                                  |  |  |  |  |  |  |  |  |  |  |  |  |  |  |  |
|  | 5. Сесілія Невілл                                |  |  |  |  |  |  |  |  |  |  |  |  |  |  |  |
|  |                                                  |  |  |  |  |  |  |  |  |  |  |  |  |  |  |  |
|  |                                                  |  |  |  |  |  |  |  |  |  |  |  |  |  |  |  |
|  | 11. Джоан Бофорт                                 |  |  |  |  |  |  |  |  |  |  |  |  |  |  |  |
|  |                                                  |  |  |  |  |  |  |  |  |  |  |  |  |  |  |  |
|  |                                                  |  |  |  |  |  |  |  |  |  |  |  |  |  |  |  |
|  | 1. Єлизавета Йоркська                            |  |  |  |  |  |  |  |  |  |  |  |  |  |  |  |
|  |                                                  |  |  |  |  |  |  |  |  |  |  |  |  |  |  |  |
|  |                                                  |  |  |  |  |  |  |  |  |  |  |  |  |  |  |  |
|  | 12. Річард Вудвілл                               |  |  |  |  |  |  |  |  |  |  |  |  |  |  |  |
|  |                                                  |  |  |  |  |  |  |  |  |  |  |  |  |  |  |  |
|  |                                                  |  |  |  |  |  |  |  |  |  |  |  |  |  |  |  |
|  | 6. Річард Вудвілл, 1-й граф Ріверс               |  |  |  |  |  |  |  |  |  |  |  |  |  |  |  |
|  |                                                  |  |  |  |  |  |  |  |  |  |  |  |  |  |  |  |
|  |                                                  |  |  |  |  |  |  |  |  |  |  |  |  |  |  |  |
|  | 13. Джоан Бедлісгейт                             |  |  |  |  |  |  |  |  |  |  |  |  |  |  |  |
|  |                                                  |  |  |  |  |  |  |  |  |  |  |  |  |  |  |  |
|  |                                                  |  |  |  |  |  |  |  |  |  |  |  |  |  |  |  |
|  | 3. Єлизавета Вудвіл                              |  |  |  |  |  |  |  |  |  |  |  |  |  |  |  |
|  |                                                  |  |  |  |  |  |  |  |  |  |  |  |  |  |  |  |
|  |                                                  |  |  |  |  |  |  |  |  |  |  |  |  |  |  |  |
|  | 14. П'єр I де Люксембург-Сен-Поль                |  |  |  |  |  |  |  |  |  |  |  |  |  |  |  |
|  |                                                  |  |  |  |  |  |  |  |  |  |  |  |  |  |  |  |
|  |                                                  |  |  |  |  |  |  |  |  |  |  |  |  |  |  |  |
|  | 7. Жакетта Люксембурзька                         |  |  |  |  |  |  |  |  |  |  |  |  |  |  |  |
|  |                                                  |  |  |  |  |  |  |  |  |  |  |  |  |  |  |  |
|  |                                                  |  |  |  |  |  |  |  |  |  |  |  |  |  |  |  |
|  | 15. Маргарита Бо                                 |  |  |  |  |  |  |  |  |  |  |  |  |  |  |  |
|  |                                                  |  |  |  |  |  |  |  |  |  |  |  |  |  |  |  |
|  |                                                  |  |  |  |  |  |  |  |  |  |  |  |  |  |  |  |